# Xabi Ortuzar
Xabier Ortuzar Butron (Bermeo, Vizcaya, 4 de diciembre de 1986) es un actor español de cine, teatro y televisión.
Es conocido por su participación en series de televisión como La Casa de Papel, El tiempo entre costuras o El Pueblo.
Desde el año 2019 es concejal de Bermeo (Vizcaya) por la plataforma ciudadana independiente Guzan. Desde 2023 es también primer teniente de alcalde de Bermeo.

## Biografía
Se formó en artes escénicas e interpretación en la escuela superior de artes escénicas Artebi donde cursó los estudios superiores de arte dramático con Marina Shimanskaya y Algis Arlauskas, formándose como actor de método, bajo la metodología Stanislavsky-Vajtángov-M.Chéjov-Meyerhold (método ruso).   
Ha sido parte del elenco de más de una veintena de producciones teatrales. En el año 2008 fue parte del elenco de la producción del Teatro Arriaga Tolomeo, dirigida por Curro Carreres. Entre los años 2009 y 2010 fue parte del elenco de la coproducción del Teatro Arriaga y el Liceu de Barcelona Les Mamelles de Tiresias, dirigida por Emilio Sagi.
Ha trabajado en distintas series de televisión como La Casa de Papel, El tiempo entre costuras o El Pueblo.   
También ha trabajado en más de una decena de proyectos audiovisuales, como en la película Lasa eta Zabala, dirigida por Pablo Malo.

## Trayectoria política
En el año 2019 encabezó la plataforma ciudadana independiente municipal Guzan en las elecciones municipales de Bermeo, como candidato a alcalde. Repitió en 2023. Salió electo concejal. Desde 2023 es el primer teniente de alcalde de Bermeo.
Como primer teniente de alcalde, fue alcalde en funciones de Bermeo durante nueve días, debido a la dimisión del alcalde el día posterior a su elección, hasta que la corporación eligió a una nueva alcaldesa, la actual alcaldesa Nadia Nemeh.

## Filmografía

### Cine
- 2014, Lasa eta Zabala, dir. Pablo Malo[6]
- 2012, Cuatro estaciones, dir. Roberto Galar
- 2012, Galerna, dir. Jabi Elortegi
- 2012, Sapos y culebras, dir. Francisco Avizanda
- 2011, Hermanas, dir. Ander Iriarte
- 2012, Herzo, dir. Ander Iriarte
- 2007, Gus & Gas
- 2007, Itzalak

### Televisión
- 2020, Sukaleerian, ETB1, invitado[1][12]
- 2020, Udak dakarrena, ETB1[13]
- 2018, La casa de papel, Antena 3
- 2011, El secreto del puente viejo, Antena 3
- 2011, El tiempo entre costuras, Antena 3
- 2008, Herederos, La 1
- 2008, Hospital Central, Tele5
- 2007, Pilotari, ETB

### Teatro
- 2010, Lan/D/Guaje
- 2009-2010, Les mamelles de tiresias, dir. Emilio Sagi
- 2009, Locos por la vida
- 2009, Se llamaba J. S. Bach
- 2008, Tolomeo, dir. Curro Carreres
- 2008, Aitagune
- 2007, Moctezuma, dir. Estefano Visioli
- 2007, Hamlet, dir. Algis Arlauskas
- 2007, La tía de Charlie, dir. Marina Shimanskaya
- 2006-2007, La posadera, dir. Algis Arlauskas
- 2006, El Jardín de los Cerezos, dir. Marina Shimanskaya
- 2006, Tres Lunas, dir. Josu Angulo
- 2005, Lecturas dramatizadas, dir. Marina Shimanskaya